# Casarano Calcio
La Casarano Calcio S.r.l., meglio nota come Casarano, è una società calcistica italiana con sede nella città di Casarano, in provincia di Lecce. Milita in Serie C, terzo livello del campionato italiano.
Nata nel giugno 2012, ha rimpiazzato calcisticamente la Virtus Casarano, che prima ancora aveva preso le redini della Unione Sportiva Casarano, diretta discendente della precedente Casarano Calcio, che per vent'anni ha calcato i campi del girone B della Serie C1.
Vincitrice della Coppa Italia Serie C nella stagione 1984-1985, ha preso parte a quattro edizioni (1984-1985, 1991-1992, 2010-2011, 2020-2021) della Coppa Italia. Nel suo palmarès figurano anche un Campionato nazionale Dante Berretti (1996-1997) e due Coppe Italia Dilettanti (2008-2009, 2018-2019).
I colori sociali sono il rosso e l'azzurro. Disputa le partite interne allo stadio Giuseppe Capozza, impianto da 6 500 posti.

## Storia

### Dalle origini agli anni settanta

Una storica formazione.

La storia del calcio a Casarano affonda le sue radici nei primi decenni del XX secolo più precisamente nel 1927, con Giuseppe Capozza, primo presidente della società Unione Sportiva Casarano, a sua volta nata dalla costola dell'U.S.Duca d'Aosta, fondata dal padre Luigi Capozza nativo di Molfetta ma stabilitosi a Casarano.
Nel 1957-1958 prese parte al campionato di IV serie e nel 1961-1962 disputò il campionato di Serie D.
Nel 1969 la società, rifondata, ripartì dal campionato provinciale di Terza Categoria, con il nome di Virtus Casarano. Scalando le gerarchie del campionato italiano, approdò in Serie D nel 1977.

### Gli anni ottanta
Nel 1978 Antonio Filograna divenne presidente, assumendo il controllo della società. Guidata da Angelo Carrano, in sole due stagioni, dal 1979 al 1981, vincendo prima il campionato di Serie D e, successivamente, lo spareggio contro il Monopoli (giocato a Brindisi e deciso da un gol di Cau) in Serie C2, giunse in Serie C1. L'impresa si concretizzò nonostante le controverse vicende extra sportive legate al rapimento del presidente Filograna, ostaggio di sequestratori per 8 mesi (dal novembre 1980 al giugno 1981).
Dal campionato 1981-1982 e per i successivi 17 anni, i salentini militarono quasi ininterrottamente nella terza serie nazionale, andando vicinissimi alla promozione in Serie B nelle stagioni 1983-1984 e 1990-1991. Nella stagione 1983-1984, allenati da Lamberto Giorgis, chiusero al terzo posto ad un solo punto dal secondo, valevole per la promozione e conquistato dal Taranto. La beffa si consumò nelle ultime due giornate, in cui i rossoazzurri vennero sconfitti dalla Casertana e non andarono oltre il pareggio in casa contro la Civitanovese, poi retrocessa. Nel corso del campionato, sconfissero il Bari, vincitore del torneo, al Capozza per 2 a 0. Il 23 giugno 1985 vinsero la Coppa Italia Serie C (con allenatori Amilcare Ferretti e Giuseppe Placella) in finale contro la Carrarese, dopo aver eliminato nei quarti di finale il Licata di Zeman. Nella stessa stagione affrontarono il Verona poi campione d'Italia al Bentegodi nel primo turno di Coppa Italia di Serie A e B. I protagonisti di quel periodo, tra cui Fulvio Navone, Gigi Vento, Gaetano Coletta, Leopoldo Grimaldi, Silvano Fiorucci, Paolo Valori, Paolo Agabitini, Cosimo Recchia, conservano ancora oggi un posto speciale nella storia della società e nella memoria dei tifosi.

La rosa del Casarano per la stagione 1989-1990.

Nelle stagioni 1986-1987 e 1987-1988 vi fu l'unica parentesi dei casaranesi in Serie C2 di quegli anni, chiusa dal ritorno in Serie C1 in seguito al primo posto in campionato a pari merito con il Perugia di Ravanelli e Di Livio. Per festeggiare la promozione, il Casarano affrontò in una prestigiosa amichevole al Capozza il Milan di Sacchi, fresco campione d'Italia, l'8 giugno 1988. Nello stesso anno Pantaleo Corvino assunse il ruolo di direttore sportivo, per poi ricoprirlo per dieci anni, sino al 1998. Nel 1989-1990 i rossoazzurri conclusero il campionato al sesto posto, a pari punti con il Catania.

### Gli anni novanta
Nel 1990-1991 il Casarano andò ancora vicino alla promozione in Serie B. Allenato da Gianni Balugani e sospinto in campo da Luigi Di Baia, Gianfranco Palmisano, Walter Dondoni, Salvatore Mazzarano e altri calciatori di assoluto livello per la categoria, chiuse il campionato al terzo posto, a 3 punti dal Palermo. In Coppa Italia Serie C arrivò in semifinale, dopo aver eliminato nei quarti il Perugia. Nella stagione successiva (1991-1992), tornò a disputare la Coppa Italia di Serie A e B, affrontando, tra gli altri, il Lecce di Conte e Moriero. In campionato si classificò ottavo, mentre in Coppa Italia Serie C arrivò ai quarti di finale, dopo aver eliminato la Reggina agli ottavi. Nel 1992-1993 retrocesse in Serie C2 dopo aver perso lo spareggio contro il Potenza, giocato sul campo neutro di Foggia, venendo tuttavia ripescato. Nel 1993-1994 si classificò settimo in serie C1, ad un solo punto dai play-off. Le partite Perugia-Casarano e Casarano-Salernitana furono trasmesse in diretta su Telepiù. Nel 1994-1995 arrivò in semifinale di Coppa Italia Serie C, dopo aver eliminato nei quarti il Bologna, sconfitto al Dall'Ara per 0 a 2. In campionato, superò la Turris ai play-out, riuscendo a rimanere in serie C1. La sfida assunse particolare importanza perché avrebbe consentito di affrontare nuovamente il Lecce, appena retrocesso. Così avvenne nella stagione 1995-1996, in cui Casarano e Lecce si affrontarono quattro volte tra campionato e Coppa Italia Serie C. Particolarmente significativo fu il derby di campionato giocato a Casarano. In uno stadio colmo sino all'inverosimile, il Casarano riuscì a pareggiare al 96º minuto di gioco grazie all'autogol del capitano del Lecce Zanoncelli. Negli anni novanta vestirono la maglia casaranese giocatori come Marco Serra, Raffaele Quaranta, Dario Levanto, Cosimo Francioso, Paolo Orlandoni e Dario Passoni mentre fra gli allenatori si ricordano Roberto Antonelli, Adriano Cadregari e Maurizio Viscidi. Il calciatore più noto ad aver militato nel Casarano Calcio in quel decennio è tuttavia Fabrizio Miccoli. Cresciuto nel settore giovanile casaranese, trascinò la Berretti rossoazzurra alla conquista dello scudetto nel 1996-1997 e disputò due stagioni ad alti livelli in serie C1.
Nella stagione 1996-1997 i rossoazzurri si classificarono settimi, dopo aver chiuso il girone di andata a due punti dalla capolista Andria. La stagione successiva (1997-1998), iniziata con l'obiettivo di vincere il torneo contando sull'acquisto di calciatori quali Roberto Policano e Carmelo Imbriani, si concluse con la retrocessione in Serie C2. Al termine del campionato, allo storico patron Antonio Filograna subentrarono gli imprenditori locali Aldo Miggiano e Romeo Sicuro. Fu il prodromo a un crollo che avrebbe spedito il Casarano addirittura in Serie D (nel 1998-1999, dopo la sconfitta nei play-out contro il Chieti), in Eccellenza Puglia e, successivamente, al fallimento, giunto nel 2006.

### Gli anni duemila
Nel 1999 Eugenio Filograna rilevò il titolo sportivo dalla procedura concorsuale. Nel 2000-2001 il Casarano si classificò terzo in serie D. Nella stagione successiva (2001-2002), sulla panchina dei pugliese sedette Mario Kempes, campione del mondo con la Nazionale argentina nel 1978. Durante la stagione 2002-2003, Eugenio Filograna annunciò il suo disimpegno e la società fu rilevata da Fulvio Alfarano. Al termine del campionato, il Casarano retrocesse in Eccellenza. Della stagione 2003-2004, chiusa al terzo posto, si ricorda il derby contro la storica rivale Monopoli, vinto sia all'andata che al ritorno. Nella stagione 2005-2006, in piena emergenza societaria, i rossoazzurri rinunciarono a disputare i play-out dopo aver concluso il campionato al penultimo posto.

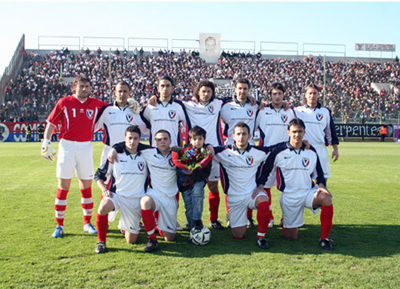
La Virtus che nel 2007 guadagnò la promozione in Eccellenza.

Nel giugno 2006 l'imprenditore locale Paride De Masi, presidente del Gruppo Italgest, forma una nuova società, denominata S.S.D. Virtus Casarano 1927 S.r.l. iscritta in Promozione. Nel corso della stagione 2006-2007, lascia la presidenza a Biagio Maci. La squadra ottiene il salto di categoria in seguito alla vittoria dei play-off. Nel seguente campionato di Eccellenza, da neopromossa, arriva in finale play-off, perdendo contro il Bisceglie.
Agli albori del campionato 2008-2009 il presidente De Masi passa il testimone al fratello Ivan. Con Salvatore Bianchetti in panchina e calciatori del calibro di Antonio Calabro, Alberto Villa, Alessandro Leopizzi, il 12 febbraio 2009 la Virtus vince la finale regionale della Coppa Italia Dilettanti contro il Liberty. Il 15 marzo seguente ottiene la matematica promozione in Serie D ed il 13 maggio si aggiudica la Coppa Italia Dilettanti, vincendo la finale nazionale contro il Castel Rigone allo stadio Flaminio sancendo un'annata storica per la compagine rossoazzurra. Nel successivo campionato di 2009-2010 il Casarano arriva terzo nel girone H, venendo eliminato dai play-off dalla Forza e Coraggio Benevento con un rocambolesco 2-3.

### Gli anni duemiladieci
Nel 2010-2011 torna a disputare la Coppa Italia di Serie A e B, affrontando, a 25 anni di distanza, il Verona al Bentegodi. In campionato, raggiunge nuovamente i play-off, venendo eliminato dal Pomigliano. Nel 2011-2012 chiude al settimo posto in classifica. Nella stessa stagione, lo stadio Capozza ospita la nazionale italiana Under 21 per tre gare delle qualificazioni al campionato europeo di categoria.
Il 12 luglio 2012 la società non viene iscritta al campionato di Serie D. Il 24 luglio successivo Eugenio Filograna, già presidente dal 1999 al 2002, fonda la S.S.D. Casarano Calcio S.r.l., che rileva il titolo sportivo del precedente sodalizio iscrivendosi in Promozione. Nella stagione 2012-2013 il Casarano vince il campionato di Promozione, la Coppa Puglia e la Supercoppa. Nelle stagioni successive tenta, invano, di tornare in serie D. Nel 2013-2014, dopo la vittoria nella fase regionale, in finale contro il Vieste, viene eliminato nei quarti di finale della Coppa Italia Dilettanti. In campionato, si classifica quarto ma non vengono disputati i play-off. Nel 2014-2015, dopo aver chiuso il campionato al quarto posto, si ferma alle semifinali play-off. Nel 2015-2016, dopo aver raggiunto il terzo posto in campionato, viene eliminato ancora una volta nelle semifinali play-off.
Nella stagione 2016-2017 ad Eugenio Filograna subentra un gruppo di imprenditori casaranesi tra i quali Fernando Totaro e Dario Primiceri, che affidano la guida tecnica all'ex calciatore rossazzurro Pietro Sportillo. Partito con l'obiettivo di conservare la categoria, il Casarano disputa una stagione di alto livello, centrando i play-off, nei quali viene eliminato per la terza volta consecutiva nelle semifinali a seguito del pareggio con il Team Altamura. Nella stagione 2017-2018 Antonio Filograna, figlio del compianto presidente Antonio Filograna, affianca il gruppo di imprenditori in veste di sponsor. Dopo una stagione di alti e bassi, il Casarano chiude secondo in classifica e arriva nella finale regionale dei play-off, venendo sconfitto per 0-1 in casa dall'Omnia Bitonto, a segno su un contestatissimo calcio di rigore. Per la stagione 2018-2019 la guida tecnica viene affidata a Pasquale De Candia, mentre la presidenza passa nelle mani di Giampiero Maci con sponsor principale Leo Shoes dell'imprenditore Antonio Sergio Filograna: la squadra si aggiudica per la terza volta la Coppa Italia Dilettanti Puglia, vince il campionato di Eccellenza, ottenendo la promozione in Serie D con due giornate di anticipo, e vince per la seconda volta nella sua storia la Coppa Italia Dilettanti.

### Gli anni duemilaventi
Il campionato 2019-2020, a causa della pandemia di COVID-19, viene sospeso il 1º marzo 2020. Il 20 maggio la FIGC delibera l'interruzione definitiva del campionato ed il Casarano si classifica al quinto posto.
La stagione 2020-2021 è preceduta da una buona campagna acquisti: vengono tesserati, infatti, calciatori di categorie superiori come Gianluca Sansone, Alessandro Bruno e Maikol Negro. Il Casarano è tra le nove squadre di Serie D a partecipare alla Coppa Italia, in cui la formazione allenata da Feola elimina al primo turno il più quotato Carpi, battendolo al Cabassi per 3-1, per poi essere eliminata dal Pordenone al turno successivo. In campionato si classifica quinta, poi esce dai play-off nelle semifinali.
Dopo il tredicesimo posto del 2021-2022, nel 2022-2023 la squadra ottiene nuovamente il quinto posto nel girone H della Serie D, per poi fermarsi nelle semifinali dei play-off. Nella stagione 2024-2025 il Casarano vince, con due giornate di anticipo, il girone H della Serie D e viene promosso in Lega Pro (Serie C), tornando a disputare un campionato professionistico dopo 27 anni. In questa stagione calcistica, la piazza casaranese, confortata da una superba campagna acquisti estiva, ha iniziato a credere sempre più nella svolta. Dopo una prima fase incerta, sotto la guida tecnica di Giuseppe Laterza, durante la quale la squadra ha faticato a trovare la propria identità e il giusto assetto, la decisione drastica del Presidente Filograna di cambiare il timoniere in panchina, affidando la rosa  a Vito Di Bari, allenatore giovane, motivato e preparato, si è rivelata vincente: il Casarano ha cominciato a esprimere un gioco convincente, supportato da risultati straordinari e dominando la scena fino alla conquista del titolo.

## Colori e simboli

### Colori
I colori sociali del Casarano sono il rosso e l'azzurro che vengono tradizionalmente posti sulla maglia di casa a righe verticali.

### Simboli ufficiali

#### Stemma
Lo stemma del Casarano è un ancile palato rossoazzurro contenente all'interno la denominazione societaria, l'anno di fondazione e al centro il disegno di un serpente attorcigliato intorno ad un pino che è anche presente nello stemma comunale.

#### Inno
L'inno ufficiale della squadra si intitola Casarano Sei, di Niccolò Verrienti.

#### Evoluzione della divisa
| 1918-1923 S.S. Duca D'Aosta | 1923-1927 S.S. Luigi Capozza | 1924-1927 Principe di Piemonte | 1927-1930 U.S. Casarano | 1930-1933 | 1936-1939 | 1947-1950 | 1950-1954 | 1955-1956 |

| 1957-1958 | 1958-1959 | 1960-1961 | 1962-1963 | 1970-1971 | 1972-1973 | 1973-1974 | 1974-1975 | 1975-1976 |

| 1977-1978 | 1979-1980 | 1979-1982 | 1980-1981 | 1981-1982 | 1982-1983 | 1983-1985 | 1984-1985 | 1985-1986 |

| 1987-1988 | 1987-1988 | 1988-1989 | 1989-1990 | 1990-1991 | 1991-1992 | 1993-1994 | 1994-1995 | 1995-1996 |

| 1996-1998 | 1999-2000 | 2000-2001 | 2003-2004 | 2004-2005 | 2006-2007 | 2007-2008 | 2008-2009 | 2009-2014 |

| 2014-2015 | 2015-2016 | 2016-2017 | 2017-2018 | 2018-2019 | 2019-2020 | 2020-2022 | 2022-2023 | 2023-2024 |

| 2024-2025 | 2025-2026 |

## Strutture

### Stadio
Il primo campo da gioco era ubicato in via Marsala. Negli anni quaranta la sede delle partite casalinghe venne trasferita in via Ruffano ed infine nell'attuale sito, lo stadio Giuseppe Capozza, inaugurato il 17 ottobre 1954 e costruito su progetto dell'ing. Antonio Casto, dedicato all'omonimo pioniere del calcio casaranese. Lo stadio "G. Capozza" è stato poi successivamente ristrutturato rispettivamente nel 2010 e nel 2019.

## Società

### Organigramma societario
- Antonio Filograna Sergio - Presidente
- Antonino Filograna - Vice presidente
- Luca Sergio, Marcello Perdicchia - Consiglieri
- Giuseppe Pisanò - Direttore generale
- Antonio Obbiettivo - Direttore sportivo
- Gianmarco Invidia - Team manager
- Matteo Bottazzo, Caterina Cerino - Comunicazioni e ufficio stampa
- Gianni Natile, Domenico D'Amato - Segreteria e sportiva
- Dario Primiceri - Segreteria amministrativa
- Gigi Garofalo, Studio fotografico Comunickare - Fotografo ufficiale

## Allenatori e presidenti
- 1927-1979 ...
- 1979-1981  Angelo Carrano
- 1981-1982  Francesco Di Benedetto
 Giacomo Losi
- 1982-1983  Angelo Carrano
- 1983-1984  Lamberto Giorgis
- 1984-1985  Amilcare Ferretti
 Giuseppe Placella
- 1985-1986  Gastone Bean
 Lamberto Giorgis
- 1986-1987  Lamberto Giorgis
 Giuseppe Placella
- 1987-1988  Giorgio Veneri
- 1988-1989  Mario Russo
- 1989-1990  Mario Russo
 Orlando Cataldo
- 1990-1992  Gianni Balugani
- 1992-1993  Marcello Pasquino
 Giovanni De Pasquale
- 1993-1994  Roberto Antonelli
- 1994-1995  Maurizio Viscidi
- 1995-1996  Roberto Antonelli
 Francesco Scorsa
- 1996-1997  Adriano Cadregari
- 1997-1998  Giuseppe Petrelli
 Giovanni De Pasquale
- 1998-1999  Giovanni De Pasquale
 Carlo Florimbi
- 1999-2001 ...
- 2001-2002 ...
 Mario Kempes
 Luigi Bodi
- 2002-2003  Mauro Della Bianchina
 Carrera
 Adriano Morales
- 2003-2004 ...
- 2004-2005  Giovanni Colonna
- 2005-2006  Silvano Puce (precamp.)
 Flavio Simone (1ª-10ª)
 Mario Ruberto (11ª-34ª)
- 2006-2007  Cosimo Francioso (1ª-6ª)
 Dario Levanto (7ª-34ª)
- 2007-2008  Dario Levanto (1ª-5ª)
 Roberto Rizzo (6ª-23ª)
 Gabriele Geretto (24ª-34ª e play-off)
- 2008-2010  Salvatore Bianchetti
- 2010-2011  Antonio Toma (1ª-14ª)
 Massimo Silva (15ª-21ª)
 Gianluca Martina (22ª)
 Fabrizio Caracciolo (23ª-34ª e play-off)
- 2011-2012  Fabrizio Caracciolo
- 2012-2013  Alessandro Longo
- 2013-2014  Alessandro Longo (1ª-19ª)
 Simone Greco (20ª)
 Antonio Rogazzo (21ª-34ª e play-off)
- 2014-2015  Gabriele Geretto (1ª-3ª)
 Mimmo Oliva (4ª-7ª)
 Antonio Toma (8ª-30ª)
- 2015-2016  Mimmo Oliva (1ª-12ª)
 Antonio Toma (13ª-29ª)
 Mimmo Oliva (30ª-34ª e play-off)
- 2016-2018  Pietro Sportillo
- 2018-2019  Pasquale De Candia
- 2019-2020  Pasquale De Candia (1ª-10ª)
 Leonardo Bitetto (11ª-26ª)
- 2020-2021  Vincenzo Feola (1ª-20ª)
 Nevio Orlandi (21ª-31ª)
 Vincenzo Feola (32ª-34ª e play-off)
- 2021-2022  Matias Calabuig (1ª-16ª)
 Alessandro Monticciolo (17ª-34ª)
- 2022-2023  Giovanni Costantino (1ª-22ª)
 Antonio Foglia Manzillo (23ª-34ª e play-off)
- 2023-2024  Giuseppe Laterza
- 2024-2025  Giuseppe Laterza (1ª-15ª)
 Vito Di Bari (16ª-34ª)

- 1927-1933  Giuseppe Capozza
- ?-1969 ...
- 1969-?  Giovanni Cioffi
- 1978-1999  Antonio Filograna
- 1999-2003  Eugenio Filograna
- 2003-2006  Fulvio Alfarano
- 2006-2007  Paride De Masi
- 2007-2008  Biagio Maci
- 2008-2012  Ivan De Masi
- 2012-2016  Eugenio Filograna
- 2016  Cosimo Bellissario
- 2016-2017  Dario Primiceri
- 2017-2018  Fernando Totaro
- 2018-2024  Giampiero Maci
- 2024-  Antonio Filograna Sergio

## Palmarès

### Competizioni nazionali
- Coppa Italia Serie C: 1

1984-1985
- Coppa Italia Dilettanti: 2

2008-2009, 2018-2019

### Competizioni interregionali
- Serie D: 2

1979-1980 (girone E), 2024-2025 (girone H)

### Competizioni nazionali giovanili
- Campionato nazionale Dante Berretti: 1

1996-1997

### Competizioni regionali
- Coppa Italia Dilettanti Puglia: 3

2008-2009, 2013-2014, 2018-2019
- Supercoppa di Eccellenza Puglia: 1

2008-2009
- Coppa Puglia di Promozione: 1

2012-2013
- Supercoppa Promozione Puglia: 1

2012-2013
- Eccellenza: 2

2008-2009, 2018-2019
- Promozione: 3

1976-1977 (girone B), 1978-1979 (girone B), 2012-2013 (girone B)
- Prima Categoria: 1

1960-1961 (girone D)

### Altri piazzamenti
- Serie C1:

Terzo posto: 1983-1984 (girone B), 1990-1991 (girone B)
- Serie C2:

Secondo posto: 1980-1981 (girone D), 1987-1988 (girone C)
- Coppa Italia Serie C:

Semifinalista: 1990-1991, 1994-1995
- Serie D:

Terzo posto: 2000-2001 (girone H), 2009-2010 (girone H)
- Eccellenza:

Secondo posto: 2017-2018
Terzo posto: 2003-2004, 2015-2016
- Promozione:

Secondo posto: 1956-1957, 1973-1974 (girone B), 1974-1975 (girone B), 1975-1976 (girone B), 2006-2007 (girone B)
- Prima Divisione:

Secondo posto: 1951-1952 (girone B)
- Prima Categoria:

Secondo posto: 1959-1960 (girone D), 1962-1963 (girone B), 1963-1964 (girone B)
- Coppa Italia Dilettanti Puglia:

Semifinalista: 2015-2016, 2017-2018

## Statistiche e record

### Partecipazione ai campionati
| Livello | Categoria                                     | Partecipazioni | Debutto   | Ultima stagione | Totale |
| ------- | --------------------------------------------- | -------------- | --------- | --------------- | ------ |
| 3º      | Serie C                                       | 1              | 2025-2026 | 2025-2026       | 16     |
| 3º      | Serie C1                                      | 15             | 1981-1982 | 1997-1998       | 16     |
| 4º      | Serie D                                       | 8              | 1961-1962 | 2024-2025       | 12     |
| 4º      | Serie C2                                      | 4              | 1980-1981 | 1998-1999       | 12     |
| 5º      | Campionato Interregionale - Seconda Categoria | 1              | 1957-1958 | 1957-1958       | 9      |
| 5º      | Serie D                                       | 8              | 1979-1980 | 2011-2012       | 9      |

### Statistiche di squadra
Il Casarano ed il Varese sono gli unici club ad aver vinto almeno un'edizione sia della Coppa Italia Serie C sia della Coppa Italia Dilettanti.
Inoltre, il Casarano è l'unica squadra italiana che ha vinto per più volte la Coppa Italia Dilettanti, competizione in cui conta due successi (2008-2009, 2018-2019).

## Tifoseria

### Storia

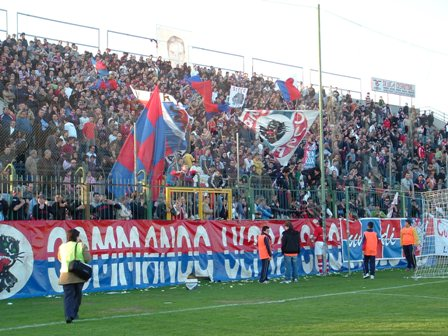
La curva nord del tifo casaranese

Nel 1980 nacque il CUSP (Commando Ultrà São Paulo), storico gruppo ultrà della curva nord casaranese, il quale ha poi assunto successivamente la denominazione di CUSP 1980. Nella seconda metà degli anni ottanta si assiste alla nascita di vari gruppi tra i quali uno dei più attivi sono i Metal Kaos, nati nel 1988 . Questi ragazzi, tutti delle nuove leve, si può dire che erano una sezione del gruppo principale che, per avere una certa autonomia, aveva deciso di darsi una denominazione e di avere un proprio striscione. Nonostante la breve vita, questo gruppo portò innovazioni e una ventata di gioventù in curva nord. Successivamente, nel 1990, si costituisce un gruppo di tifosi amanti dello sport a Collepasso, denominato Supporters, con fini di supporto ad iniziative legate alla solidarietà. Il logo è rappresentato da una Stella a ricordo della gloriosa squadra di calcio denominata "Stella del Colle - Collepasso". Altri gruppi importanti tra la fine degli anni 80 e gli inizi degli anni 90 furono i Rospi Erotici, i Cervelli Fuffati e i Capi Tosti.
Un altro gruppo storico è quello dei Casaranesi, nati nel 1996. Così come i Portici Skonvolti, sorti nel 1996 e sciolti dopo circa 10 anni di militanza. Dalle loro ceneri nascono i Curva nord, che si propongono di portare qualcosa di innovativo ma sempre con mentalità ultrà di vecchio stampo. Nel 2007 un altro gruppo si affaccia al Capozza, le Sakare Caesaranum, che devono il proprio nome al simbolo della città, un serpentello (in dialetto sacara) che si attorciglia lungo il tronco di un albero. Il gruppo, composto da tifosi storici e nuove leve del tifo casaranese, prende atto di una rinnovata mentalità che coniuga sport e solidarietà e la fa subito sua, in simbiosi con gli altri gruppi ultrà della curva nord.
L'ingresso di questo nuovo gruppo in curva vuole sottolineare ancor di più, se possibile, la rinascita reale del calcio casaranese. Sempre nel 2007 nascono due nuovi gruppi, denominati XXXI maggio e Virtus Experience, nomi alternativi per ragazzi che hanno a cuore le sorti della Virtus e, in collaborazione con tutti, sono pronti a migliorare sempre di più la curva nord. In seguito nascono gruppi denominati Borghetti e nord est Pietrabianca, gruppi del cuore della curva nord.
Nell'ultima fase del campionato 2008-2009 i gruppi Curva nord, Borghetti Group e nord est Pietrabianca hanno deciso di abbandonare la curva nord e di spostarsi nella tribuna est dello stadio. Nella stagione 2009-2010 i gruppi che si erano spostati nella est si sono fusi formando il Casarano 1927, mentre in curva nord una frangia dei CUSP 1980 formava i Masters.

### Gemellaggi e rivalità
La tifoseria del Casarano ha un gemellaggio con la tifoseria del Cosenza. Un'amicizia molto importante è quella con l'Altamura, che dura dal 2003. La tifoseria del Casarano ha, inoltre, ottimi rapporti con i sostenitori di Ternana, Bari, Locorotondo, Nola, Manfredonia e Angri. Si segnala anche un'amicizia risalente al 1993 con la tifoseria della Juve Stabia.
Tra le rivalità più sentite fra tutte primeggiano quelle con Lecce, Brindisi, Taranto, Fidelis Andria, Barletta, Catanzaro, Monopoli, Perugia, Nardò, Martina e Nocerina.
La rivalità con il Lecce raggiunse il culmine nell'estate del 1991, quando le due compagini si affrontarono in Coppa Italia. Le due tifoserie vennero a contatto e ci furono duri scontri nei pressi dello stadio Capozza. Casarano e Lecce si riaffrontarono nella stagione 1995-1996 in Serie C1 e Coppa Italia Serie C. Nella gara di campionato dell'8 ottobre 1995 al Capozza, segnata da imponenti misure di sicurezza e da un patto di non aggressione tra le due tifoserie siglato alla vigilia, la curva nord casaranese mise in scena una delle sue più famose coreografie, diventata negli anni iconica per tutta la città.
In passato esisteva un'amicizia con la tifoseria del Nardò, interrottasi il 28 febbraio 2024 in occasione di Casarano-Martina in seguito all'esposizione da parte dei neretini degli striscioni raffiguranti i gruppi ultrà nel settore assieme ai gemellati martinesi. Da quel momento la tifoseria casaranese è rivale sia dei neretini sia dei martinesi.
Rivalità minori sono con le tifoserie del Gallipoli, del Fasano, della Casertana e del Matera.

### Gemellaggi
- Cosenza

### Amicizia
- Team Altamura
- Ternana
- Bari
- Angri
- Manfredonia
- Virtus Locorotondo
- Nola
- Juve Stabia

### Rivalità
- Lecce
- Brindisi
- Taranto
- Monopoli
- Barletta
- Fidelis Andria
- Nocerina
- Catanzaro
- Perugia
- Nardò
- Martina

### Rivalità minori
- Matera
- Casertana
- Fasano
- Gallipoli

## Organico

### Rosa 2025-2026
| N. |                    | Ruolo | Calciatore            |
| -- | ------------------ | ----- | --------------------- |
|    | Italia (bandiera)  | P     | Filippo Bacchin       |
|    | Italia (bandiera)  | P     | Niccolò Chiorra       |
|    | Italia (bandiera)  | P     | Marco Ferilli         |
|    | Italia (bandiera)  | P     | Denny Pucci           |
|    | Italia (bandiera)  | D     | Alessio Barone        |
|    | Italia (bandiera)  | D     | Daniele Celiento      |
|    | Albania (bandiera) | D     | Ertijon Gega          |
|    | Italia (bandiera)  | D     | Antonio Guastamacchia |
|    | Italia (bandiera)  | D     | Tiziano Lattante      |
|    | Serbia (bandiera)  | D     | Miloš Miličević       |
|    | Italia (bandiera)  | D     | Giovanni Pinto        |
|    | Italia (bandiera)  | C     | Andrea Antinucci      |
|    | Canada (bandiera)  | C     | Ismael Cajazzo        |
|    | Italia (bandiera)  | C     | Antonio D'Alena       |
|    | Italia (bandiera)  | C     | Flavio Di Dio         |

| N. |                    | Ruolo | Calciatore        |
| -- | ------------------ | ----- | ----------------- |
|    | Italia (bandiera)  | C     | Gaetano Logoluso  |
|    | Croazia (bandiera) | C     | Karlo Lulić       |
|    | Italia (bandiera)  | C     | Raffaele Maiello  |
|    | Italia (bandiera)  | C     | Francesco Palumbo |
|    | Italia (bandiera)  | C     | Leandro Versienti |
|    | Italia (bandiera)  | A     | Salvatore Cerbone |
|    | Italia (bandiera)  | A     | Cosimo Chiricò    |
|    | Italia (bandiera)  | A     | Vincenzo Ferrara  |
|    | Italia (bandiera)  | A     | Diego Malagnino   |
|    | Italia (bandiera)  | A     | Giancarlo Malcore |
|    | Italia (bandiera)  | A     | Matteo Martina    |
|    | Italia (bandiera)  | A     | Vincenzo Millico  |
|    | Italia (bandiera)  | A     | Leonardo Perez    |
|    | Italia (bandiera)  | A     | Emanuele Zanaboni |